# Joe Vaz
Joe Vaz (Johannesburg, 29 luglio 1972) è un attore, sceneggiatore e regista sudafricano.

## Biografia
Nasce nella clinica Park Lane di Johannesburg. Dal 1991 al 1994 frequenta la Tshwane University of Technology, dove studia, teatro, musica leggera e canto sotto la direzione di Estelle Kokot. Partecipa a numerose produzioni: Sweet Charity, Teahouse of the August Moon, The Cage Birds, Fool for Love, Arsenico e vecchi merletti, The Fantasticks e The Breakfast Club. Ha partecipato inoltre al Grahamstown Festival come un membro del Ian Fraser Comed Shop.
La sua carriera professionale inizia nel 1994 con Giuseppe e l'Amazing Technicolor Dreamcoat seguita poi da Aladino. Nel 1995 prosegue con California Dreamin - un omaggio ai Beach Boys e ai Mamas and Papas, poi seguita da Kideo. Durante i successivi 5 anni fa parte di numerose produzioni teatrali: Buddy: La storia di Buddy Holly, La Cage aux Folles. Nel 2000 Joe ha interpretato la parte di Giacobbe e Potiphar nel Giacobbe e l'Amazing Technicolor Dreamcoat. Nello stesso anno si trasferisce a Londra, dove lavora come usciere, per tre anni, presso il Shaftesbury Apollo Theater. In questo periodo ha partecipato a Il cammino del mondo al Teatro di Hampstead e lavorato su un paio di film per studenti. Nel 2004 ritorna a Johannesburg.

## Filmografia parziale
- Starship Troopers 3 - L'arma segreta (2008)
- 10.000 AC (2008)
- Detour - Fuori controllo (Detour), regia di Christopher Smith (2016)
- Critters attack! - Il ritorno degli extraroditori (2019)